# Her Ay
Die türkische Zeitschrift Her Ay (İA: Her Ay; deutsch: „Jeden Monat“) erschien monatlich von März 1937 bis März 1938 in Istanbul. Gründer der Zeitschrift waren Orhan Seyfi Orhon (1890–1972) und Yusuf Ziya Ortaç (1895–1967). In insgesamt sieben Ausgaben wurden Beiträge von bedeutenden türkischen Schriftstellern, wie Mustafa Şekip Tunç (1886–1958), Hasan Âli Yücel (1897–1961) und Sabahattin Ali (1907–1948), veröffentlicht. Das Periodikum stellte aufgrund seines Inhalts eines der wichtigsten seiner Zeit dar.